# Springfield (Nuevo Hampshire)
Springfield es un pueblo ubicado en el condado de Sullivan en el estado estadounidense de Nuevo Hampshire. En el Censo de 2010 tenía una población de 1.311 habitantes y una densidad poblacional de 11,47 personas por km².

## Geografía
Springfield se encuentra ubicado en las coordenadas 43°29′32″N 72°2′12″O / 43.49222, -72.03667. Según la Oficina del Censo de los Estados Unidos, Springfield tiene una superficie total de 114.31 km², de la cual 112.02 km² corresponden a tierra firme y (2%) 2.29 km² es agua.

## Demografía
Según el censo de 2010, había 1.311 personas residiendo en Springfield. La densidad de población era de 11,47 hab./km². De los 1.311 habitantes, Springfield estaba compuesto por el 98.09% blancos, el 0.15% eran afroamericanos, el 0.38% eran amerindios, el 0.15% eran asiáticos, el 0% eran isleños del Pacífico, el 0% eran de otras razas y el 1.22% pertenecían a dos o más razas. Del total de la población el 1.68% eran hispanos o latinos de cualquier raza.